# Crassula rupestris
Crassula rupestris är en fetbladsväxtart. Crassula rupestris ingår i släktet krassulor, och familjen fetbladsväxter.

## Underarter
Arten delas in i följande underarter:
- C. r. commutata
- C. r. marnierana
- C. r. rupestris

## Bildgalleri

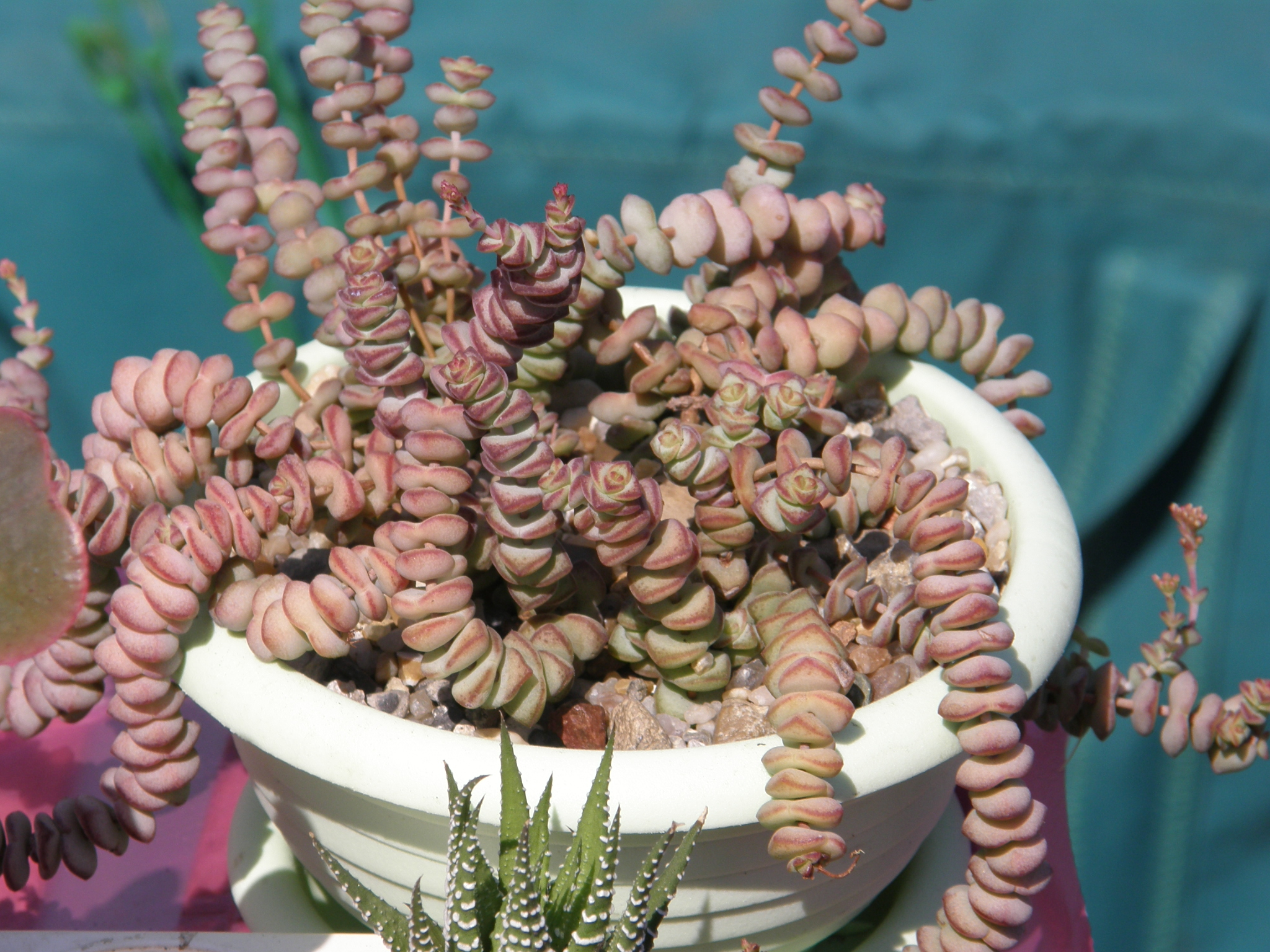
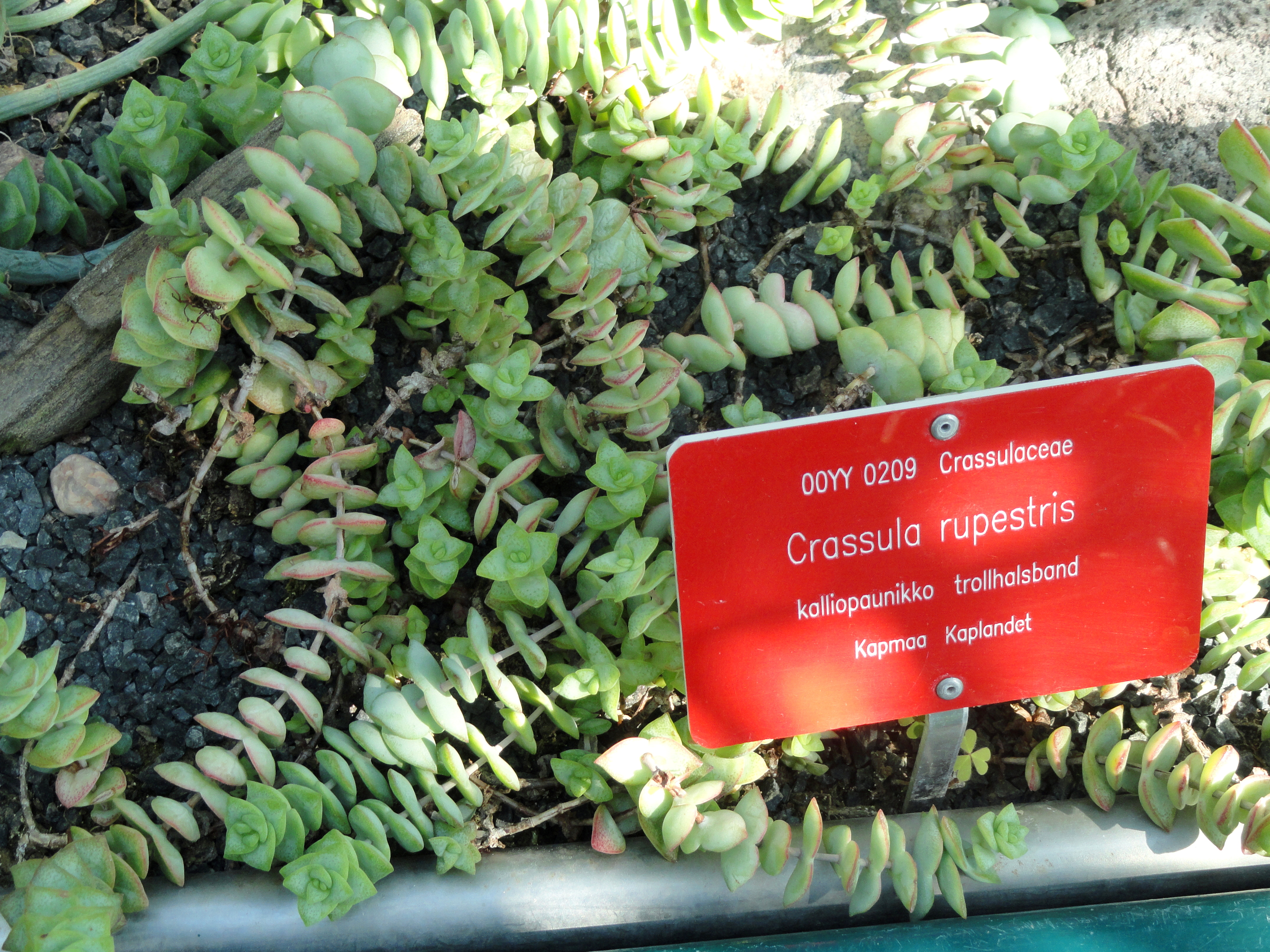
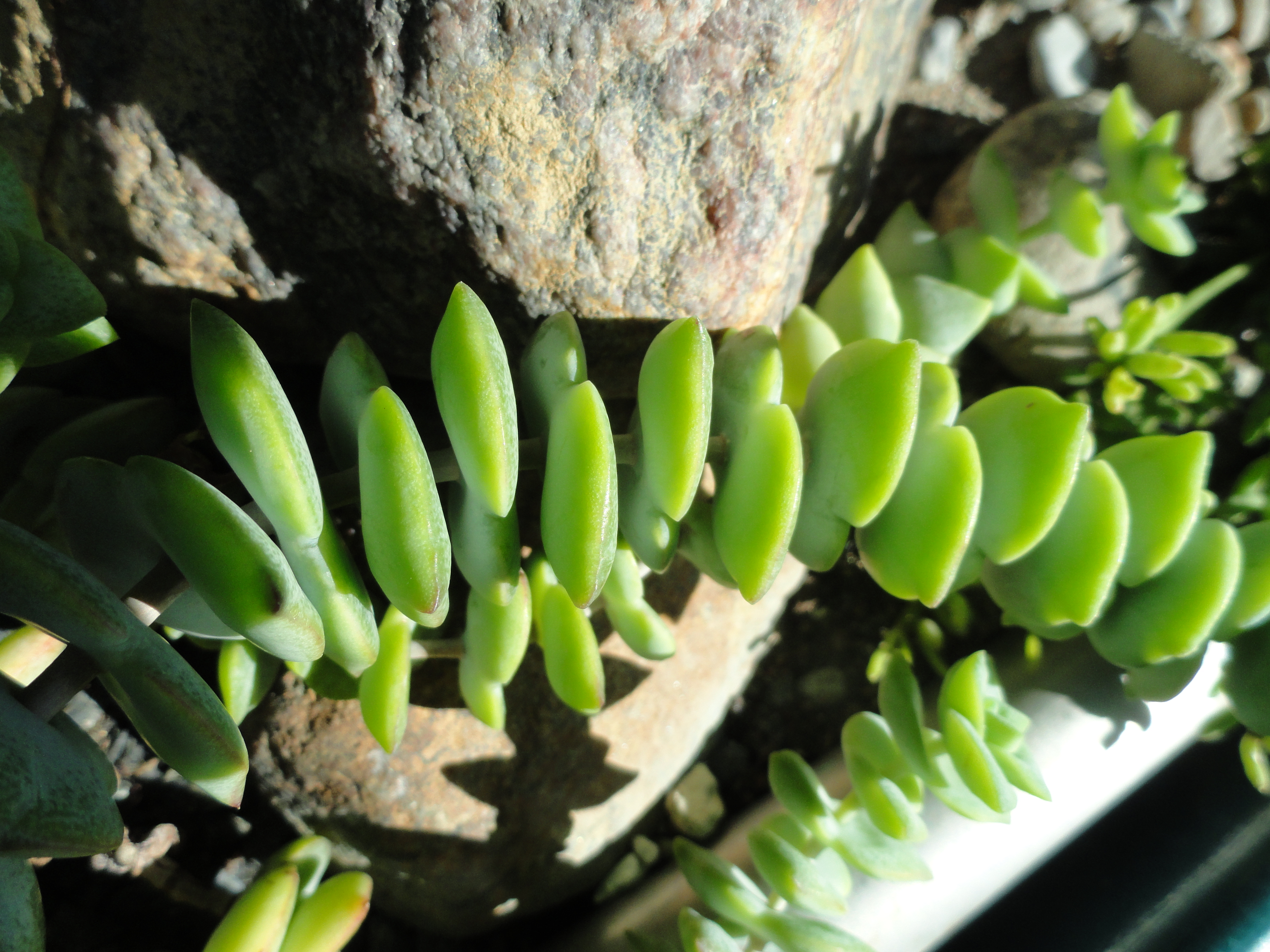
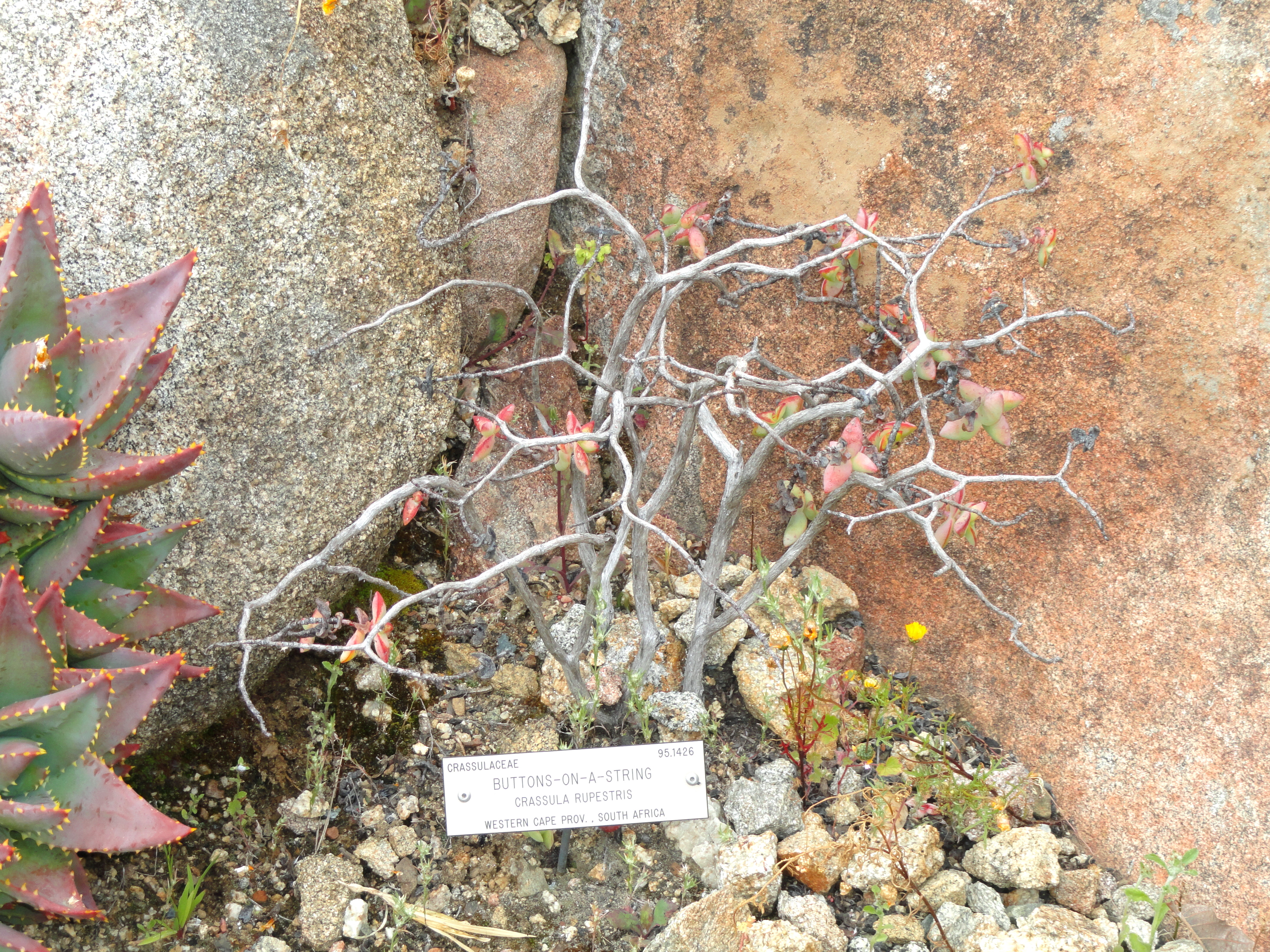
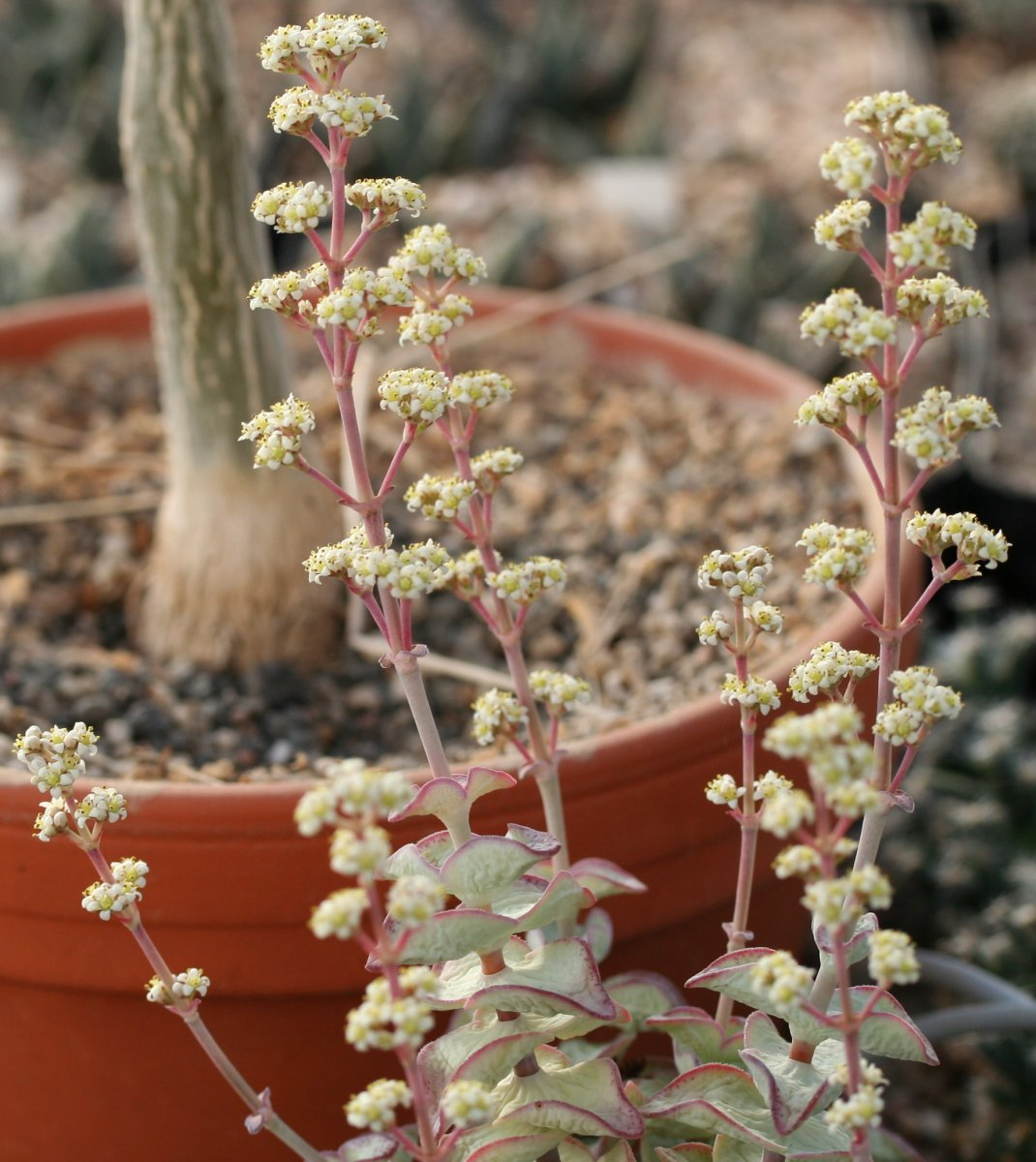
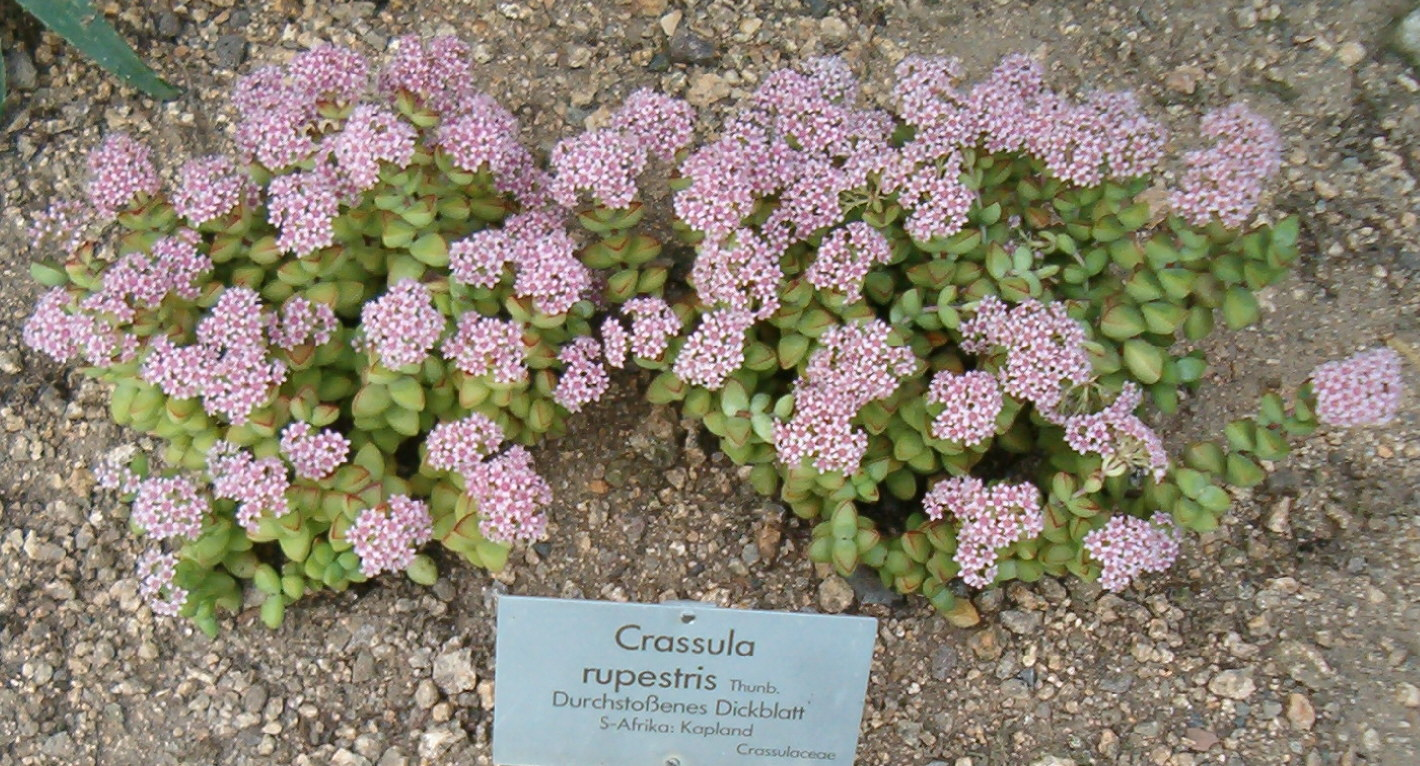